# Parlatoria cupressi
Parlatoria cupressi är en insektsart som beskrevs av Ferris 1953. Parlatoria cupressi ingår i släktet Parlatoria och familjen pansarsköldlöss. Inga underarter finns listade i Catalogue of Life.